# Juan Munafo
Juan Manuel Munafo Horta, meglio noto come Juan Munafo (Mendoza, 20 marzo 1988), è un calciatore argentino, centrocampista del PAE Chania.